# حامد بحیرایی
حامد بحیرایی (زادهٔ ۲۱ تیر ۱۳۷۴) بازیکن فوتبال اهل ایران است که در پست هافبک دفاعی برای باشگاه فوتبال شمس‌آذر در لیگ برتر خلیج فارس بازی می‌کند.

## افتخارات
باشگاهی
- لیگ برتر
- نایب قهرمانی در لیگ برتر فوتبال ایران ۹۸–۱۳۹۷ به همراه تیم سپاهان اصفهان